# Domenechus marianellus
Domenechus marianellus är en insektsart som först beskrevs av Guérin-Méneville 1853.  Domenechus marianellus ingår i släktet Domenechus och familjen guldögonsländor. Inga underarter finns listade i Catalogue of Life.